# Wanpaku Ouji no Orochi Taiji
Wanpaku Ouji no Orochi Taiji (яп. わんぱく王子の大蛇（おろち）退治, «Маленький Принц и восьмиглавый Дракон») — полнометражное аниме, выпущенное 24 марта 1963 года. Представляет собой экранизацию древней японской легенды о солнечном принце Сусано.

## Сюжет
Действие мультфильма разворачиваются в сказочном мире, где живёт несносный и своенравный принц Сусано со своими родителями, матерью Идзанаги и отцом Идзанами. Но к несчастью юного героя, его мать умирает. Отец не решается сказать сыну напрямую правду, отмахнувшись лишь отговоркой, что его мать отправилась в прекрасную страну. И Сусано решает сам добраться до того места, куда «ушла» его мать. В этом ему помогает храбрый Зайчик, и другие божественные родственники.
Перво-наперво Сусано отправляется к своему брату Хрустальному принцу, в царство вечной ночи. Однако брат отказывается сказать где мать Сусано, но дает Зайчику волшебный кристалл льда, тогда солнечный принц решает отправиться к своей сестре — солнечной богине. По пути он приходит в страну огня, где встречает добродушного великана Титана-бо, и помогает его народу избавиться от злого духа огня, который иссушил здешние земли. Добравшись до своей сестры, Сусано из-за своего пылкого нрава и тяжелого характера находит себе много неприятностей, и в итоге покидает и страну Света, где правит его сестра, напоследок получив от неё напутствие. Двигаясь дальше, Сусано с друзьями достигает загадочного края, где встречает девочку, похожую на его мать, которую, как выясняется позже должен сожрать огромный восьмиглавый дракон. Сусано принимает бой, предварительно поставив 8 чанов с саке, чтобы напоить дракона. В тяжелом сражении Сусано при помощи Зайчика и Титана-бо убивает дракона, и окрестности загадочной страны начинают меняться, превращаясь из мрачных скал в цветущую долину. Принцу является его мать, говоря, что это и есть та самая страна миролюбия и спокойствия, которой он должен достигнуть. Сусано решает больше не продолжать поиски, а остается здесь со своими друзьями.

## Интересные факты
- Мультфильм Wanpaku Ouji no Orochi Taiji был признан одной из лучших анимационных работ, заняв 10-е место из 150.[1]
- Это была первая полноценная режиссёрская работа Сэрикава Юго.
- В США мультфильм был издан под названием The Little Prince and the Eight Headed Dragon (Маленький принц и восьмиглавый дракон) в 1964 году.